# Aleksandr Grischuk
Aleksandr Ígorevich Grischuk (Алекса́ндр И́горевич Грищу́к) (nacido el 31 de octubre de 1983) es un Gran Maestro Internacional de ajedrez nacido en Rusia. 

## Biografía

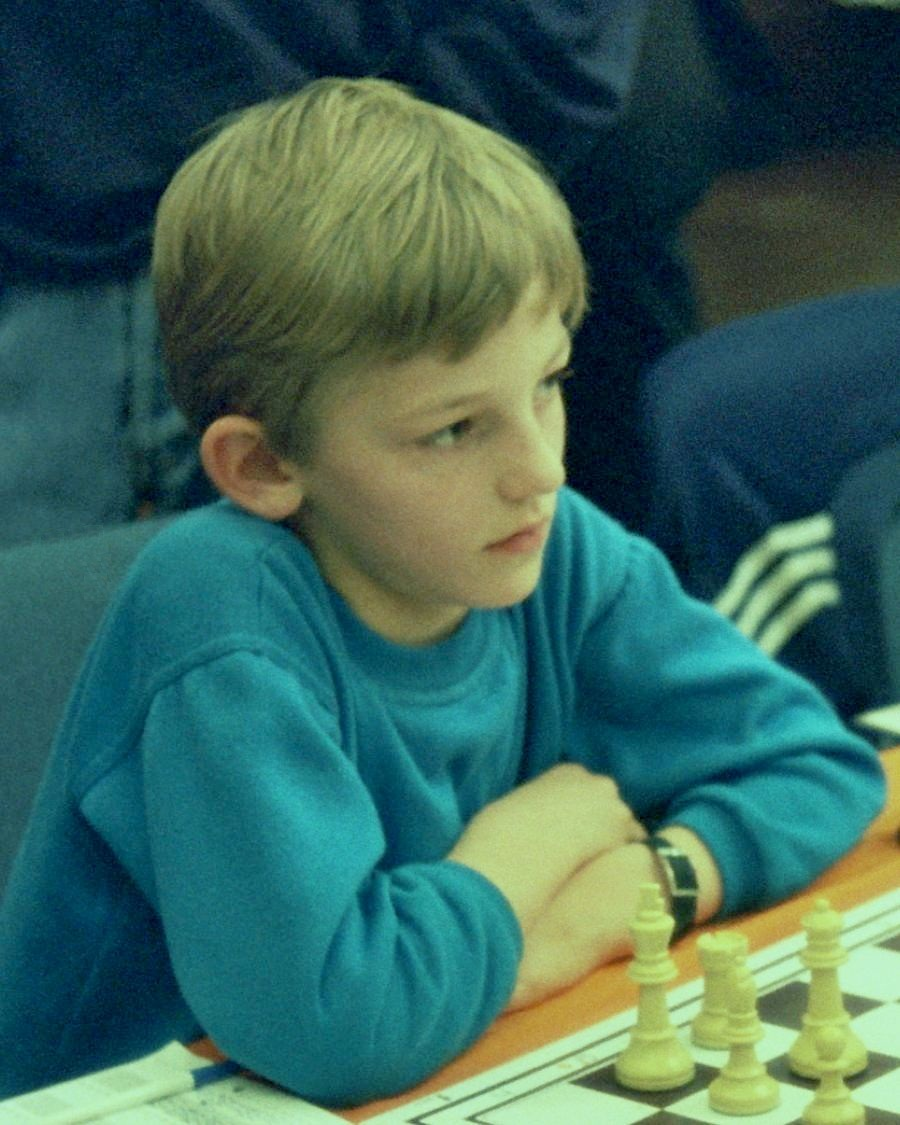
Alexander Grischuk. Subcampeón del Mundo sub-10 (1992)

Es también jugador profesional de póker. Campeón juvenil de Rusia en todas las categorías de edad, no llegó sin embargo a ser campeón del mundo junior. Obtuvo sus primeros éxitos internacionales en el año 2000 en el Young Masters de Lausana y en el Torneo de Tórshavn (Islas Feroe). Ese mismo año participó con el equipo ruso en la Olimpiada de Ajedrez de Estambul y obtuvo la medalla de bronce en tanto que mejor segunda jugador reservista del torneo (los equipos estaban formados por cuatro jugadores titulares y dos reservas). Fue además miembro del equipo ruso vencedor en la Olimpiada de 2002 y participó en las de 2004 y 2006.
En el Campeonato Mundial de la FIDE de ajedrez del 2004, Grishchuk llegó a la quinta ronda, donde perdió 3-1 ante Rustam Kasimdzhanov. En 2006, Grishchuk ganó el Campeonato de Mundial de rápidas en Rishon Lezion, Israel con 10,5 puntos de 15 juegos, ganando 10 juegos, y está considerado desde entonces como uno de los mejores jugadores de ajedrez rápido del mundo, llegando a tener en una ocasión, el mejor registro en ICC (Internet Chess Club). En abril de 2008 su Elo en la lista de la FIDE era de 2716 y estaba situado como jugador decimoctavo del mundo y cuarto de Rusia. El 8 de marzo de 2009 se proclamó campeón de la XXVI edición del Torneo Internacional de Ajedrez Ciudad de Linares, empatado con Vasili Ivanchuk.

## Torneo de Candidatos 2007

### Semifinal, mayo-junio, Elistá, Kalmukia, 2007
| Jugador   | R1 | R2 | R3 | R4 | R5 | R6 | Total             |
| --------- | -- | -- | -- | -- | -- | -- | ----------------- |
| Grishchuk | 1  | =  | =  | 1  | =  |    | 3.5 (Clasificado) |
| Malájov   | 0  | =  | =  | 0  | =  |    | 1.5 (Eliminado)   |

### Final, mayo-junio, Elistá, Kalmukia, 2007
| Jugador    | R1 | R2 | R3 | R4 | R5 | R6 | Desempate        | Total |
| ---------- | -- | -- | -- | -- | -- | -- | ---------------- | ----- |
| Grishchuk  | 1  | =  | =  | 0  | =  | =  | 2.5(Clasificado) | 5.5   |
| Rubliovski | 0  | =  | =  | 1  | =  | =  | 0.5 (Eliminado)  | 3.5   |

Tras esta victoria, Grishchuk jugó el Campeonato Mundial de Ajedrez, en México, en septiembre de 2007, junto con Krámnik (Campeón mundial), Anand, Morozévich, Svidler, Aronian, Gélfand y Lékó.

## Resultados de 2008
Grishchuk quedó finalista en la final de la Copa del Mundo de Ajedrez Rápido de la ACP, en Odesa, Rusia venció Radzhabov. Tras 2 tablas, perdió en las partidas de desempate por 1,5 a 0,5. En semifinales quedaron eliminados Kariakin y Yakovenko.
Participaron 16 ajedrecistas de élite por eliminatorias a 2 partidas.

## Partida notable
En el juego siguiente, del 2001, Grishchuk aplasta a uno de los jugadores de élite del mundo, Yevgeni Baréyev en solo diecisiete movimientos. (Movimientos dados en notación algebraica de ajedrez). 
1. e4 e6 2. d4 d5 3. e5 c5 4. c3 Cc6 5. Cf3 Ch6 6. Ad3 cxd4 7. Axh6 gxh6 8. cxd4 Ad7 9. Cc3 Db6 10. Ab5 Tg8 11. 0-0 Cxe5 12. Cxe5 Axb5 13. Dh5 Tg7 14. Tfe1 Td8 15. Cxb5 Dxb5 16. Cxf7 Txf7 17. Txe6 + 1-0
Una continuación posible del juego es: 17... Ae7 18. Txe7 + Rxe7 19. Te1+ Rd6 20. Dxf7 Dd7 21. Df6 + Rc7 22. Te7 gana la dama por una torre.

## Match de Candidatos 2011
En mayo de 2011 juega el Match de Candidatos y gana primero a Levón Aronián y deja fuera después a Vladímir Krámnik para jugar la final con Borís Guélfand.